# Безобразов, Алексей Порфирьевич
Алексе́й Порфи́рьевич Безобра́зов (1828—1905) — вице-директор департамента государственного казначейства, член Совета Министерства финансов, сенатор (с 31 декабря 1886 года). Действительный тайный советник.

## Биография
Родился в Санкт-Петербурге 30 марта (11 апреля) 1828 года в семье коллежского советника П. В. Безобразова (1789—1834), который со следующего, после рождения сына дня, занял должность оренбургского вице-губернатора. Отец происходил из дворян Смоленской губернии; род был внесён в 6-ю часть дворянской родословной книги Смоленской губернии. Определениям Казанского дворянского депутатского собрания от 9 октября 1823 года этот род был внесён и в 3-ю часть дворянской родословной книги Казанской губернии; утверждён указом Герольдии от 23 марта 1844 года.
Окончил 2-ю Казанскую гимназию (1843) и Императорский Казанский университет (1848). Поступил 24 февраля 1848 года на службу в Казанскую казённую палату, а с 1850 года служил в департаменте государственного казначейства; в 1857 году возглавил канцелярию этого департамента, а в 1865 году стал вице-директором департамента.
С 11 апреля 1865 года — действительный статский советник, с 13 декабря 1874 года — тайный советник.
С 1874 года был членом Совета министра финансов; 31 декабря 1886 года был назначен сенатором.
В 1882 и 1885 годах избирался почётным мировым судьёй по Цивильскому уезду Казанской губернии.
Умер 29 апреля (12 мая) 1905 года. Похоронен на Тихвинском кладбище Александро-Невской Лавры вместе с женой, Надеждой Аркадьевной, урождённой Аксаковой (1839—1907) — родной племянницей Сергея Тимофеевича Аксакова.

## Награды
- орден Св. Станислава 2-й ст. с императорской короной (1860)
- орден Св. Анны 2-й ст. с императорской короной (1863)
- орден Св. Владимира 3-й ст. (1867)
- орден Св. Станислава 2-й ст. (1869)
- орден Св. Анны 2-й ст. (1871)
- орден Св. Владимира 2-й ст. (1877)
- орден Белого орла (1883)
- орден Св. Александра Невского (1890)

- черногорский орден кн. Даниила I 2-й ст. (1873)